# The Criterion Collection
The Criterion Collection, Inc. (o senzillament Criterion) és una empresa de distribució nord-americana de vídeo domèstic que se centra en llicències, restaurar i distribuir "importants clàssics i pel·lícules contemporànies". Criterion serveix a estudiosos de cinema i mitjans de comunicació, cinèfils i biblioteques públiques i acadèmiques. Criterion ha ajudat a estandarditzar certs aspectes dels llançaments de vídeos casolans, com ara la restauració de pel·lícules, el format letterbox per a pel·lícules de pantalla panoràmica i la inclusió de funcions addicionals com ara assaigs acadèmics i pistes de comentari. Criterion ha produït i distribuït més de 1.000 edicions especials de les seves pel·lícules en formats i caixes VHS, Betamax, LaserDisc, DVD, Blu-ray i Ultra HD Blu-ray. Aquestes pel·lícules i les seves característiques especials també estan disponibles a través d'un servei de streaming en línia que opera la companyia.

## Història
La companyia va ser fundada el 1984 per Robert Stein, Aleen Stein i Joe Medjuck, als quals més tard es van unir Roger Smith. El 1985 Stein, William Becker i Jonathan B. Turell van fundar la Voyager Company per publicar CD-ROMs educatius multimèdia (1989–2000), i the Criterion Collection es va convertir en una divisió subordinada de la Voyager Company, amb Janus Films que tenia una participació minoritària a l'empresa, i va decidir expandir el seu producte en videocassets i videodiscs. El març de 1994, Verlagsgruppe Georg von Holtzbrinck GmbH va comprar el 20% de Voyager per 6.7 milions US$; els quatre fundadors van conservar cadascun una quota del 20% del propietari.
El 1997, la Voyager Company es va dissoldre (Aleen Stein va fundar l'empresa editorial de CD-ROM Organa LLC), i Holtzbrinck Publishers va vendre la marca Voyager, 42 títols de CD-ROM, el lloc web de Voyager i els actius associats a Learn Technologies Interactive, LLC (LTI). Stein va vendre 42 títols de Voyager a LTI des de la seva quota de l'empresa Voyager/Criterion. Els tres socis restants, Aleen Stein, Becker i Turell eren propietaris de l'empresa Criterion Collection, que té una associació comercial amb Janus Films i una amb Home Vision Entertainment (HVE) fins al 2005, quan Image Entertainment va comprar HVE. El 4 de novembre de 2013, es va anunciar que Sony Pictures Home Entertainment s'encarregaria de la distribució.

### Home Vision Entertainment
El 1986, Charles Benton va fundar Home Vision Entertainment (HVE), la divisió de vídeo domèstic de Public Media Inc. (PMI), que havia fundat anteriorment el 1968. L'empresa HVE va vendre, anunciar, comercialitzar i distribuir DVDS de Criterion Collection, i també va vendre la seva pròpia marca de DVD HVE (coproduït amb Criterion), incloent The Merchant Ivory Collection i The Classic Collection, una empresa conjunta entre Home Vision Entertainment i Janus Films. Aquesta darrera empresa va publicar pel·lícules d'empremta HVE, de les quals Janus Films n'era propietari dels drets de vídeo, però que no estaven disponibles a la Col·lecció Criterion; tanmateix, Criterion va publicar les pel·lícules de la col·lecció clàssica. El 2005, Image Entertainment va comprar HVE convertint-se en el distribuïdor exclusiu dels productes de Criterion Collection fins al 2013.

### Empreses en línia i màrqueting
The Criterion Collection va començar a oferir vídeo a la carta (VOD) en col·laboració amb MUBI (abans The Auteurs) el 2008. Al febrer de 2011, Criterion va començar a canviar les seves ofertes de VOD exclusivament a Hulu Plus. Al novembre de 2016 FilmStruck, un servei de reproducció en streaming de Turner Classic Movies, va succeir a Hulu com a servei de reproducció en directe exclusiu per a Criterion Collection. Algunes pel·lícules de Criterion van ser retransmeses per Kanopy. El 26 d'octubre de 2018, Warner Bros. Digital Networks i Turner van anunciar que FilmStruck es tancaria el 29 de novembre. Criterion va declarar en una publicació de bloc que "estava intentant trobar maneres de portar la nostra biblioteca i el contingut original a l'espai digital tan aviat com sigui possible."
El 16 de novembre de 2018, Criterion va anunciar el llançament del Canal Criterion com a servei autònom, propietat i operat íntegrament de Criterion Collection, als Estats Units i al Canadà. Algunes de les ofertes del servei de VOD també estan disponibles a través de HBO Max, la plataforma de reproducció de WarnerMedia el 27 de maig de 2020.
Criterion també manté un canal YouTube per comercialitzar les seves pel·lícules. Una característica destacada és la llista de reproducció "Three Reasons", en què l'empresa ofereix tres raons per les quals val la pena veure una pel·lícula o per haver entrat al catàleg de Criterion. En resposta, els usuaris de YouTube ofereixen les seves pròpies "Tres raons" per promocionar les nominacions. Tanmateix, Criterion no ha publicat cap vídeo "Tres raons" des del 30 de juny de 2015.
La revista de cinema britànica Sight & Sound va revelar al seu número d'abril de 2016 que Criterion ampliaria els seus llançaments al Regne Unit. Els sis primers títols es van publicar el 18 d'abril de 2016.

## Aportacions i influència
L'empresa de vídeos The Criterion Collection va ser pionera en la presentació correcta de pel·lícules letterbox, així com bandes sonores de comentaris, sets multidisc, edicions especials i versions definitives. Aquestes idees i les característiques especials introduïdes per la Criterion Collection han tingut una gran influència i s'han convertit en estàndards a tot el sector per a llançaments de vídeos domèstics premium.

### Letterboxing
Amb el seu vuitè llançament de LaserDisc, Invasion of the Body Snatchers (1956), Criterion va introduir el format letterbox, que va afegir barres negres a la part superior i inferior del televisor estàndard 4:3 per tal de preservar la relació d'aspecte original de la pel·lícula. A partir d'aleshores, Criterion va fer del letterbox la presentació estàndard per a totes les seves estrenes de pel·lícules rodades amb proporcions d'aspecte de pantalla panoràmica.

### Comentar bandes sonores
El segon títol de catàleg de The Criterion Collection, King Kong (1933), va ser el debut del comentari d'àudio contingut en un canal analògic separat del LaserDisc, en què l'historiador del cinema estatunidenc Ronald Haver parlava sobre la producció, el repartiment, el guió, el disseny de producció i els efectes especials. També proporciona comentaris sobre les edicions de LaserDisc de Casablanca (1942), Here Comes Mr. Jordan (1941), Cantant sota la pluja (1952) i El màgic d'Oz (1939). Normalment, els comentaris indexats per capítols són exclusius dels llançaments de Criterion i de les seves reedicions inicials en DVD; es van convertir en articles de col·leccionista quan els estudis originals van reeditar títols amb llicència prèvia de Criterion, independentment de si es van produir nous temes de comentaris.

### Edicions especials
La col·lecció Criterion va començar el 1984 amb els llançaments de Ciutadà Kane (1941) i King Kong (1933) a LaserDisc, la font d'aquest últim negatius cortesia de la Biblioteca del Congrés dels Estats Units. Més tard, la companyia es va fer coneguda per ser pionera en el concepte de DVD d'"edició especial" que conté materials addicionals com ara tràilers, comentaris, documentals, finals alternatius i escenes suprimides. L'èxit d'aquests llançaments va establir la versió d'edició especial en el negoci del DVD. El 2006, aprofitant les tecnologies avançades de transferència de pel·lícules i restauració de pel·lícules, Criterion va publicar versions de major qualitat, amb materials addicionals, dels primers títols de catàleg com ara Amarcord (1973), Brazil (1985) i Els set samurais (1954).

### Restauració de pel·lícules
Originalment, Criterion va llançar pel·lícules d'art, gènere i corrent a LaserDisc, com ara Halloween (1978), Els caçafantasmes (1984), Dràcula de Bram Stoker (1992), Armageddon (1998) i The Rock (1996). Cada cop més, Criterion Collection també s'ha centrat en l'estrena de cinema mundial, clàssics del cinema convencional i pel·lícules obscures d'èxit crític. Utilitzant els millors materials d'origen disponibles, l'empresa va produir versions més netes i millorades tecnològicament, com ara les de La Passion de Jeanne d'Arc (1928), M (1931), Les Enfants du paradis (1945), El tercer home (1949), Els set samurais (1954) i Amarcord (1973). Gairebé tots els títols contenen assaigs de neteja i restauració de pel·lícules als fullets, mentre que alguns fins i tot tenen articles que comparen les imatges restaurades i no restaurades.

### Llicències
Alguns títols de la col·lecció Criterion amb llicència anterior, com ara The Harder They Come (1972), ara no estan disponibles comercialment com a producte nou i només estan disponibles en forma de revenda (usats). Títols com RoboCop (1987), Hard Boiled (1992), The Killer (1989) i Ran (1985) es va quedar no disponible quan les seves llicències de publicació van caducar o quan Criterion va publicar versions millorades, com ara les de La Bella i la bèstia (1946), M (1931), Le Salaire de la peur (1953) i Els set samurais (1954). Al setembre de 2018, 188 dels 954 títols (19%) de la llista de llançaments LaserDisc de Criterion Collection s'han tornat a publicar.
Un altre exemple és la pel·lícula Xarada (1963), que s'havia convertit en una propietat de domini públic per no tenir l'avís de copyright legalment requerit. Criterion va produir una edició restaurada sota llicència d'Universal Pictures per a l'edició inicial i per a la posterior edició de la pel·lícula pantalla panoràmica anamòrfica.
Periòdicament, Criterion publica material en DVD i disc Blu-ray amb llicència dels estudis amb els quals la companyia havia tractat anteriorment (com ara la pel·lícula d'Universal Brazil de Terry Gilliam); aquests nous llançaments generalment es fan cas per cas.